# Marco van Ginkel
Pour les articles homonymes, voir van Ginkel.
Wulfert Cornelius van Ginkel, dit Marco van Ginkel, né le 1er décembre 1992 à Amersfoort aux Pays-Bas, est un footballeur international néerlandais qui évolue au poste de milieu de terrain au Boavista FC.

## Biographie

### En club

#### Joueur du Vitesse Arnhem
Marco van Ginkel a été formé au Vitesse Arnhem. Il débute en équipe première le 9 avril 2010. Il entre en jeu à la 67e minute lors du match contre le RKC Waalwijk. Lors de la saison 2012-2013, il est élu "Nederlands Voetbal Talent van het Jaar" (meilleur espoir de l'année).[réf. nécessaire]

#### Joueur du Chelsea FC
Le 4 juillet 2013, il signe à Chelsea pour une durée de cinq ans. Le montant du transfert est de 8 millions de livres sterling.
Il découvre la Ligue des champions avec le club londonien. Le 18 septembre 2013, il est titularisé lors de la réception du FC Bâle pour la première journée de la phase de poule de l'édition 2013-2014 (défaite de Chelsea 1 but à 2).
Le 24 septembre 2013, durant une rencontre de League Cup face à Swindon Town remportée deux buts à zéro par Chelsea, il se blesse gravement au genou dès la 9e minute de jeu. Son absence est estimée à six à neuf mois. Il n'a donc que très peu de chances de rejouer cette saison, notamment sous les couleurs des Pays-Bas pour la Coupe du monde 2014.

### En sélection
Le 14 août 2013, il connaît sa première sélection avec l'équipe nationale des Pays-Bas, à l'occasion du match amical face au Portugal (1-1).

## Statistiques
| Saison                | Club                  | Championnat           | Championnat | Championnat | Coupe nationale | Coupe nationale | Coupe de la Ligue | Coupe de la Ligue | Supercoupe | Supercoupe | Compétition(s) continentale(s) | Compétition(s) continentale(s) | Compétition(s) continentale(s) | Total | Total |
| Saison                | Club                  | Division              | M.          | B.          | M.              | B.              | M.                | B.                | M.         | B.         | Comp.                          | M.                             | B.                             | M.    | B.    |
| 2009-2010             | Vitesse Arnhem        | Eredivisie            | 4           | 0           | 0               | 0               | -                 | -                 | -          | -          | -                              | -                              | -                              | 4     | 0     |
| 2010-2011             | Vitesse Arnhem        | Eredivisie            | 26          | 5           | 2               | 0               | -                 | -                 | -          | -          | -                              | -                              | -                              | 28    | 5     |
| 2011-2012             | Vitesse Arnhem        | Eredivisie            | 34          | 5           | 4               | 1               | -                 | -                 | -          | -          | -                              | -                              | -                              | 38    | 6     |
| 2012-2013             | Vitesse Arnhem        | Eredivisie            | 33          | 8           | 4               | 1               | -                 | -                 | -          | -          | C3                             | 4                              | 3                              | 41    | 12    |
| Sous-total            | Sous-total            | Sous-total            | 97          | 18          | 10              | 2               | 0                 | 0                 | 0          | 0          | -                              | 4                              | 3                              | 111   | 23    |
| 2013-2014             | Chelsea FC            | PL                    | 2           | 0           | 0               | 0               | 1                 | 0                 | -          | -          | C1                             | 1                              | 0                              | 4     | 0     |
| Sous-total            | Sous-total            | Sous-total            | 2           | 0           | 0               | 0               | 1                 | 0                 | 0          | 0          | -                              | 1                              | 0                              | 4     | 0     |
| 2014-2015             | AC Milan (prêt)       | Serie A               | 17          | 1           | 1               | 0               | -                 | -                 | -          | -          | -                              | -                              | -                              | 18    | 1     |
| Sous-total            | Sous-total            | Sous-total            | 17          | 1           | 1               | 0               | -                 | -                 | -          | -          | -                              | -                              | -                              | 18    | 1     |
| 2015-2016             | Stoke City (prêt)     | PL                    | 17          | 0           | 2               | 0               | 2                 | 0                 | -          | -          | -                              | -                              | -                              | 21    | 0     |
| Sous-total            | Sous-total            | Sous-total            | 17          | 0           | 2               | 0               | 2                 | 0                 | 0          | 0          | -                              | 0                              | 0                              | 21    | 0     |
| 2015-2016             | PSV Eindhoven (prêt)  | Eredivisie            | 13          | 8           | 1               | 0               | -                 | -                 | -          | -          | C1                             | 2                              | 0                              | 16    | 8     |
| 2016-2017             | PSV Eindhoven (prêt)  | Eredivisie            | 15          | 7           | -               | -               | -                 | -                 | -          | -          | -                              | -                              | -                              | 15    | 7     |
| 2017-2018             | PSV Eindhoven (prêt)  | Eredivisie            | 28          | 14          | 3               | 2               | -                 | -                 | -          | -          | C3                             | 2                              | 0                              | 33    | 16    |
| 2020-2021             | PSV Eindhoven (prêt)  | Eredivisie            | 11          | 1           | -               | -               | -                 | -                 | -          | -          | C3                             | 1                              | 0                              | 12    | 1     |
| 2021-2022             | PSV Eindhoven         | Eredivisie            | 23          | 1           | 2               | 0               | -                 | -                 | 1          | 0          | C1+C3+C4                       | 6+4+1                          | 1+0+0                          | 37    | 2     |
| 2022-2023             | PSV Eindhoven         | Eredivisie            | 1           | 0           | -               | -               | -                 | -                 | -          | -          | C1                             | 2                              | 0                              | 3     | 0     |
| Sous-total            | Sous-total            | Sous-total            | 91          | 31          | 6               | 2               | 0                 | 0                 | 1          | 0          | -                              | 18                             | 1                              | 116   | 34    |
| 2022-2023             | Vitesse Arnhem        | Eredivisie            | 13          | 2           | -               | -               | -                 | -                 | -          | -          | -                              | -                              | -                              | 13    | 2     |
| 2023-2024             | Vitesse Arnhem        | Eredivisie            | 30          | 7           | 2               | 0               | -                 | -                 | -          | -          | -                              | -                              | -                              | 32    | 7     |
| Sous-total            | Sous-total            | Sous-total            | 43          | 9           | 2               | 0               | 0                 | 0                 | 0          | 0          | -                              | 0                              | 0                              | 45    | 9     |
| 2024-2025             | Boavista FC           | Betclic Liga          | 8           | 1           | -               | -               | -                 | -                 | -          | -          | -                              | -                              | -                              | 8     | 1     |
| Sous-total            | Sous-total            | Sous-total            | 8           | 1           | 0               | 0               | 0                 | 0                 | 0          | 0          | -                              | 0                              | 0                              | 8     | 1     |
| Total sur la carrière | Total sur la carrière | Total sur la carrière | 273         | 61          | 21              | 4               | 3                 | 0                 | 1          | 0          | -                              | 23                             | 4                              | 321   | 69    |

## Palmarès
PSV Eindhoven
- Championnat des Pays-Bas (2) :  
  - Vainqueur en 2016 et 2018

- Coupe des Pays-Bas (1) :
  - Vainqueur en 2022.